# Leopold Thaller

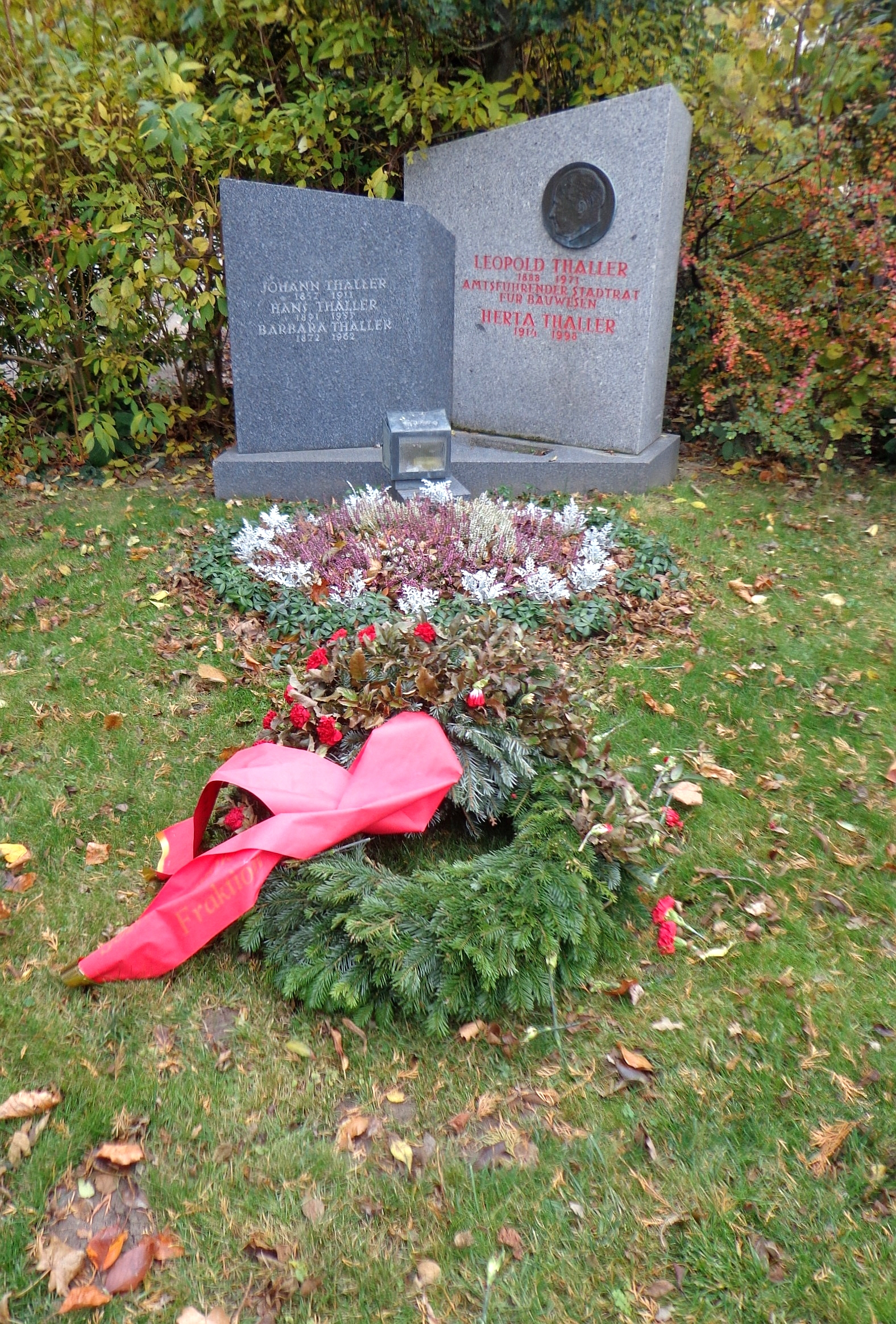
Wiener Zentralfriedhof – Ehrengrab von Leopold Thaller

Leopold Thaller (* 8. September 1888 in Wien; † 16. Februar 1971 ebenda) war ein österreichischer Politiker (SPÖ), Wiener Landtagsabgeordneter und Mitglied des Gemeinderats, 2. Landtagspräsident sowie Amtsführender Stadtrat.

## Leben und Wirken
Thaller wuchs in einer Arbeiterfamilie auf und erlernte den Beruf des Schriftsetzers. Während seiner Lehrzeit engagierte er sich ab 1904 im politischen Bereich und trat dem Verband Jugendlicher Arbeiter bei. Zudem war er als Funktionär im Arbeiterbildungsverein Landstraße aktiv. Nach der Teilnahme am Ersten Weltkrieg wurde Thaller 1919 zum Obmann des Verbandes und Vorsitzender der Internationalen Arbeitsgemeinschaft Sozialdemokratischer Jugendorganisationen gewählt. Zudem wurde Thaller in den Wiener Landtag und Gemeinderat gewählt, dem er zunächst von 1919 bis 1934 angehörte. Ab 1932 war er zudem Parteisekretär der Sozialdemokratischen Arbeiterpartei.
Nach der Niederschlagung des Österreichischen Bürgerkriegs wurde Thaller im Februar 1934 in „Schutzhaft“ genommen und im Anhaltelager Wöllersdorf inhaftiert. Nach seiner Entlassung nach einigen Monaten schloss sich Thaller den illegalen Revolutionären Sozialisten an. Er war ab 1939 im Polizeihilfsdienst und wurde 1944 in das KZ Dachau verschleppt. Nach der Befreiung des Konzentrationslagers trat Thaller der wiedergegründeten SPÖ-Bezirksorganisation Landstraße bei und wurde am 13. Dezember 1945 erneut als Landtagsabgeordneter angelobt, dem er bis zum 11. Dezember 1959 angehörte. Zwischen dem 13. Dezember 1945 und dem 11. März 1949 hatte er zudem das Amt des 2. Landtagspräsidenten inne. Thaller wechselte am 11. März 1949 in die Wiener Landesregierung und wurde Amtsführender Stadtrat für Wohnungs-, Siedlungs- und Kleingartenwesen. Mit dem 22. Juni 1951 wechselte er in das Ressort für Bauangelegenheiten, das er bis zum 19. September 1959 führte. Thaller gehörten den Landesregierungen Körner I und II sowie Jonas I und II an. In seine Amtszeit fiel der Aufschwung des Sozialen Wohnbaus, zudem wurde während seiner Amtszeit die Wiener Stadthalle und das Historische Museum der Stadt Wien errichtet.

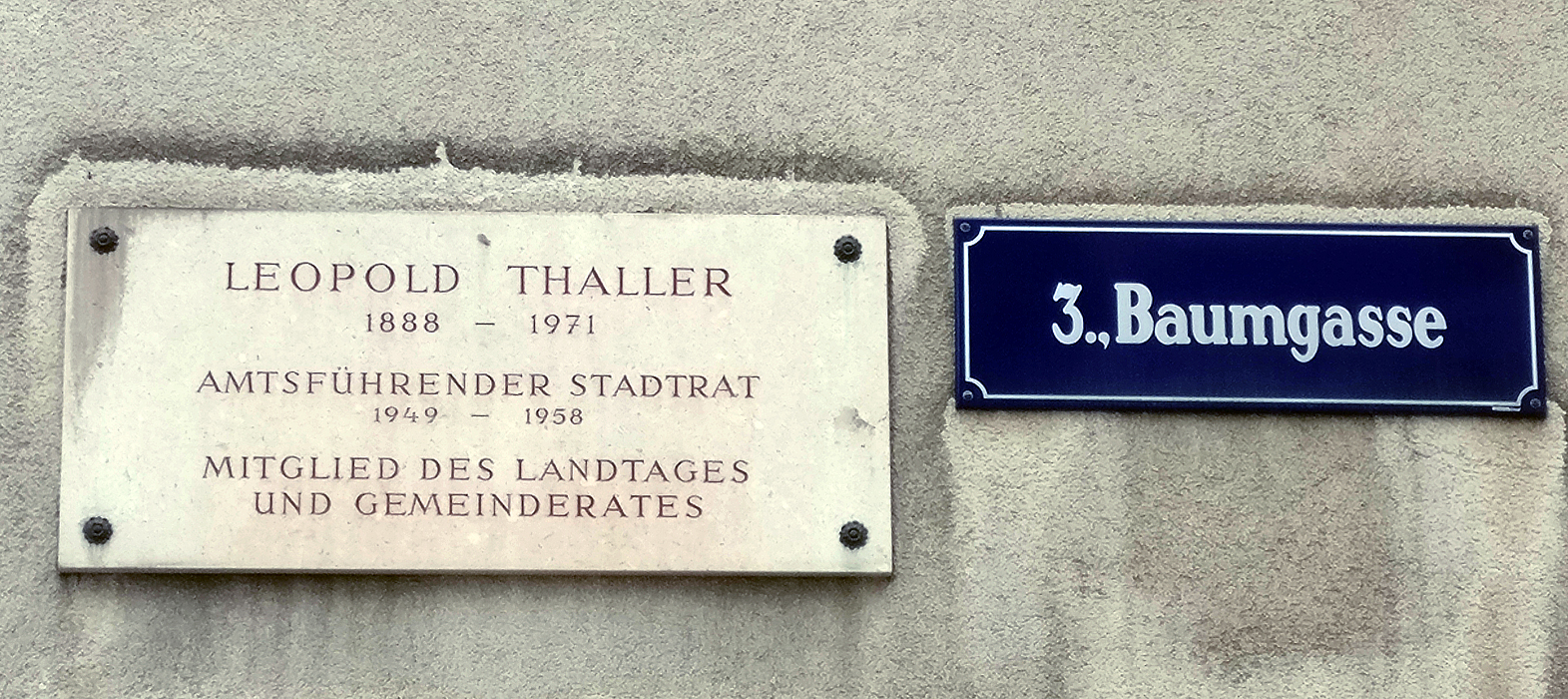
Gedenktafel am „Leopold-Thaller-Hof“ an der Baumgasse

Thaller war von 1955 bis 1960 auch Bezirksobmann der SPÖ-Landstraße und wurde am 15. Juli 1958 zum Präsidenten des Kuratoriums des Dorotheums gewählt. 1964 wurde er Vizepräsident der Internationalen Vereinigung der öffentlichen Pfandleihkreditanstalten. Zudem war Thaller langjähriger Vizepräsident der Urania. 1970 trat er in den Ruhestand. Nach seinem Tod in der Neuen Wiener Privatklinik wurde Thaller auf dem Wiener Zentralfriedhof in einem Ehrengrab (Gruppe 14C, Nr. 30) beigesetzt.

## Auszeichnungen und Ehrungen
- Großes Ehrenzeichen für Verdienste um die Republik Österreich
- Bürger ehrenhalber der Stadt Wien (19. September 1958)
- Die Wohnhausanlage Baumgasse 57–61 in Wien-Landstraße wurde ihm zu Ehren in Leopold-Thaller-Hof benannt. Dort befindet sich auch eine Gedenktafel.